# مابل ماي
مابل ماي هي رسامة كندية، ولدت في 11 سبتمبر 1877 في مونتريال في كندا، وتوفيت في 8 أكتوبر 1971 في برنابي في كندا.